# Tření (ryby)

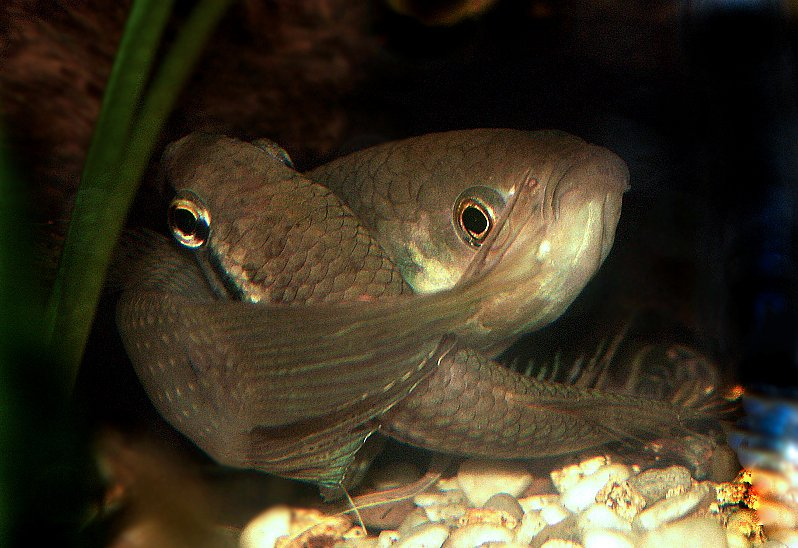
Třoucí se pár bojovnic tmavých v objetí typickém pro labyrintky

Tření je způsob rozmnožování vejcorodých (jikernatých) ryb. 
Jikernačka (samička) vypouští jikry, mlíčák (samec) ihned nato mlíčí. Tření probíhá při určité teplotě vody na jaře (kapr, štika), nebo na podzim (losos), případně v zimě (mník jednovousý). Z oplozených jiker se později vylíhne (tzv. „vykulí“) plůdek. 

## Umělý a poloumělý výtěr ryb
Přirozený způsob rozmnožování některých druhů ryb by nestačil pokrývat potřeby společnosti z různých důvodů:
- Církev v šestnáctém století potřebovala zajistit dostatek kaprů - postní jídlo.
- Protože v přírodních podmínkách zanikají přirozená trdliště ryb a některé druhy by již z české přírody vymizely.
- Potravinářství v posledních letech 19. století potřebovalo velkovýrobu.

Z těchto i dalších důvodů je pro zachování populace a zvýšení produktivity chovu některých druhů ryb zaveden poloumělý a umělý způsob výtěru. Jedná se zejména o kapra, štiku, candáta, sumce, amura, tolstolobika, veškeré české lososovité ryby, včetně zajímavých introdukovaných - např. síha severního (Coregonus lavaretus marena) a mnoha dalších. Tyto způsoby snižují ztráty na jikrách a váčkovém plůdku způsobené počasím, nemocemi, plísněmi a predátory a navíc i zvyšují počty oplodněných jiker z jednoho výtěru. U umělého výtěru se využívá tzv. hypofyzace pro sjednocení termínu dozrávání pohlavních produktů a tedy jejich vytření.
Přirozenému výtěru se pomáhá budováním poloumělých a umělých trdlišť. 
Poloumělý výtěr se provádí na sádkách, Berrovou metodou nebo v Dubraviových rybníčcích. Umělý výtěr se provádí ve specializovaných přístrojích (např. Vackově, Košovičově či kalifornském) a v lahvích  (např. zugské, Chaseově či Kanegietrově). Poloumělý výtěr má v českých podmínkách tradici od dob Jana Skály z Doubravy a Hradiště, biskupa olomouckého.